# 淡水透鏡體

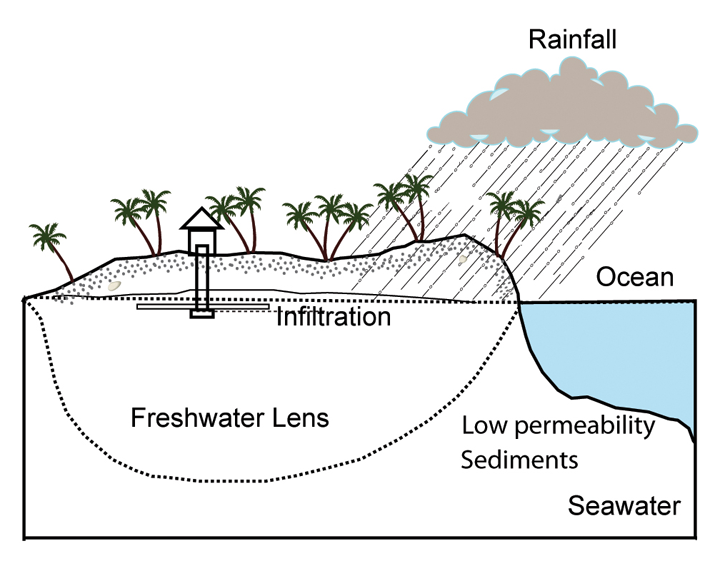
島嶼淡水透鏡體示意圖。

在水文學中，所謂的淡水透鏡體（freshwater lens），或所謂的蓋本-赫茲堡透鏡體（Ghyben-Herzberg lens），指的是浮在密度較高的鹹水上的淡水地下水。這樣的水體通常可見於小型珊瑚礁島或石灰岩島上。這樣的含水層通常可透過從頂層土壤入滲、向下滲流到飽和層的雨水獲得補充，而透鏡體的補充率可透過以下公式得出：
{\displaystyle R=p-ET}
在其中，{\displaystyle R}指的是以公尺表示的補充率，{\displaystyle p}是以公尺表示的降水量；而{\displaystyle ET}則是以公尺表示的蒸散量。在補充率高的狀況下，透鏡體的水頭較厚，而一個較厚的透鏡體在乾季中可維持自身存在；此外，較低的降雨量或較高的蒸散量，會減少水頭厚度，進而產生較薄的透鏡體。

## 淡水透鏡體模型

### 代數模型
一個估計透鏡體厚度的代數模型，由Bailey等人於2008年藉由地下水模擬得出。這等式將透鏡體厚度與島嶼幾何形狀、地質結構、補充率等地質跟氣候因素做出連結。以下為該等式：
{\displaystyle Z_{max}={\frac {Y+(Z_{td}-Y)R}{B+R}}\cdot KCT_{r,s,w,y,m}}
其中{\displaystyle Z_{max}}為透鏡體最大深度、{\displaystyle R}為年補充率（單位為公尺）、{\displaystyle Y}與{\displaystyle B}為由島嶼寬度決定的參數、{\displaystyle Z_{td}}為Thurber不連續面（上層含水層與下層含水層的分界）的深度、{\displaystyle K}為上層含水層的水力傳導度、{\displaystyle C}為礁板塊限制參數，而{\displaystyle T}則為一個取決於長期降水模式的時間參數，其取決於區域、天氣模式等各種因素。

### 古典巴敦·蓋本-赫茲堡透鏡體
許多環礁及與圓形小島的淡水透鏡體，其形態可以巴敦·蓋本-赫茲堡透鏡體（Badon Ghyben-Herzberg lens）描述。而其關係式由以下公式給出：
{\displaystyle H=h\cdot {\frac {P_{f}}{P_{s}-P_{f}}}}
其中{\displaystyle H}為透鏡體在海平面下的深度、{\displaystyle P_{f}}為淡水含水層密度、{\displaystyle P_{s}}為鹹水密度，而{\displaystyle h}則為透鏡體在海平面上的厚度。

## 乾旱的影響
淡水透鏡體的補充，仰賴其地下水含水層所得到的降雨量，且其厚度在乾旱或者豪雨後可出現劇烈變化。美國地質調查局在1997/1998年馬紹爾群島乾旱後做出的一篇報告指出，當地透鏡體的厚度在乾旱後顯著減小。在水庫因集水區連續數月的降雨不足而枯竭後，島民抽取地下水的量增加，在乾旱期間，島民的飲用水有90%來自地下水。
為了測量含水層的水枯竭的狀況，人們在11處地方鑿了36口監測用並組成一個網路井。在1998年乾旱結束時，在一些水井中量得的淡水透鏡體的最大厚度大約為45英尺，而在其中一口井中測到的最小厚度為十八英尺。在之後的雨季中，一些透鏡體的厚度增量達到八英尺，這表示說在環礁跟小島上，淡水透鏡體會因地下水抽取跟降雨補充而快速發生改變。

## 海平面上升的影響
許多有淡水透鏡體的環礁，其海拔只有數公尺高，而這使得這些島嶼容易受到海平面上升的影響；然而，可以認為，對這些小島更具壓力的問題是海水倒灌對淡水含水層的侵擾。由於越來越多的飲用水鹽度增加之故，這些小島的島民的水資源可能會大幅減少，而較小的島嶼在海水倒灌方面，有遠遠更大的風險，而這是因為淡水透鏡體厚度與島嶼大小間呈現非線性關係之故。
海平面上升40公分就足以對淡水透鏡體的形狀及厚度造成劇烈影響，在這種狀況下，淡水透鏡體體積減幅可達50%，且這會導致汽水區的生成。在透鏡體的厚度因乾旱或海水倒灌而縮減時，鹹水水舌會出現在淡水含水層底下，而即使有一整年的地下水補充，鹹水水舌也未必會完全消失。海平面上升會因暴風湧浪生成的瀉湖增加之故，而對淡水透鏡體導致長久且可能無法修補的傷害，而這會使得很多島嶼因為失去飲用水資源之故而變得不宜居住。